# 하얀 면사포
《하얀 면사포》(Noce Blanche, White Wedding)는 프랑스에서 제작된 장-클로드 브리소 감독의 1989년 드라마, 멜로/로맨스 영화이다. 바네사 파라디 등이 주연으로 출연하였고 마가렛 메네고즈 등이 제작에 참여하였다.

## 출연

### 주연
- 바네사 파라디
- 브루노 크레머

### 조연
- 루드밀라 미카엘
- 프랑수아 네그레뜨
- 장 더스
- 베로니크 실버

## 기타
- 미술: 마리아 루이자 가르시아
- 의상: 마리아 루이자 가르시아